# Borsdorf
Borsdorf é um município da Alemanha, situado no distrito de Leipzig, no estado da Saxônia. Tem 15,56 km² de área, e sua população em 2019 foi estimada em 8.230 habitantes.